# Municípios da Eslováquia
Um Obec (em português município) é uma unidade administrativa da Eslováquia. É a menor unidade administrativa após a "região" (em eslovaco:  kraj) e o "distrito" (em eslovaco:  okres). Atualmente existem 2 891 municípios na Eslováquia.